# Ivica Žunić
Ivica Žunić (* 11. September 1988 in Jajce) ist ein ehemaliger bosnisch-kroatischer Fußballspieler.

## Karriere
Žunić spielte bis 2008 beim HNK Tomislav Tomislavgrad. Im Januar 2008 wechselte er nach Österreich zum viertklassigen 1. Simmeringer SC. Für Simmering kam er zu zehn Einsätzen in der Wiener Stadtliga, aus der der Klub zu Saisonende allerdings abstieg. Daraufhin wechselte er zur Saison 2008/09 ins Burgenland zum fünftklassigen SV Markt St. Martin. In Markt St. Martin absolvierte er 15 Partien in der II. Liga. Im Januar 2009 wechselte er zum fünftklassigen SV Donau Langenlebarn nach Niederösterreich. In Langenlebarn kam er zu 14 Einsätzen in der 2. Landesliga. Zur Saison 2009/10 kehrte der Innenverteidiger nach Markt St. Martin zurück. In einem weiteren halben Jahr im Burgenland absolvierte er elf Partien in der fünfthöchsten Spielklasse.
Im Januar 2010 wechselte Žunić zur zweitklassigen zweiten Mannschaft des Bundesligisten FK Austria Wien. Sein Debüt in der zweiten Liga gab er im Februar 2010, als er am 18. Spieltag der Saison 2009/10 gegen den FC Gratkorn in der Startelf stand. Bis Saisonende kam er zu 16 Zweitligaeinsätzen für Austria II, das zu Saisonende allerdings zwangsweise aus der zweiten Liga absteigen musste. Daraufhin wechselte er zur Saison 2010/11 zum Neo-Ligakonkurrenten SV Mattersburg II. Für die Mattersburger Reserve machte er 27 Spiele in der Regionalliga Ost. Zur Saison 2011/12 wechselte er weiter innerhalb der Liga zum SV Stegersbach. Für Stegersbach kam er zu 22 Regionalligaeinsätzen.
Zur Saison 2012/13 wechselte Žunić nach Polen zum Zweitligisten GKS Tychy. In zwei Spielzeiten in Polen kam er zu insgesamt 46 Einsätzen in der 1. Liga. Zur Saison 2014/15 wechselte er in die Ukraine zum Erstligisten Wolyn Luzk. In zwei Jahren bei Wolyn absolvierte der Defensivspieler 51 Partien in der Premjer-Liha, in denen er sieben Tore erzielte. Zur Saison 2016/17 wechselte er nach Russland zum FK Orenburg. In Orenburg konnte er sich allerdings nicht durchsetzen und kam insgesamt zur auf zwei Einsätze in der Premjer-Liga, aus der er mit dem Klub zu Saisonende absteigen musste. Daraufhin kehrte er im August 2017 wieder in die Ukraine zurück und wechselte zu Tschornomorez Odessa. In Odessa absolvierte er 23 Partien in der höchsten ukrainischen Spielklasse. Nach der Saison 2017/18 verließ er den Verein wieder.
Nach einem halben Jahr ohne Klub wechselte er im Februar 2019 nach Kasachstan zum FK Atyrau. Für Atyrau spielte er 18 Mal in der Premjer-Liga. Im Juli 2019 wechselte Žunić nach Aserbaidschan zum FK Qəbələ. Für Qəbələ kam er zu 17 Einsätzen in der Premyer Liqası. Nach der Saison 2019/20 verließ er Aserbaidschan wieder. Nach mehreren Monaten Vereinslosigkeit erhielt er im November 2020 einen Vertrag in Rumänien beim CFR Cluj. Beim amtierenden rumänischen Meister spielte er jedoch keine Rolle und kam nur einmal zu einem Kurzeinsatz über drei Minuten in der Liga 1. Daher wechselte er im Januar 2021 innerhalb des Landes zum Zweitligisten Rapid Bukarest. Auch in der rumänischen Hauptstadt lief es für ihn nicht besser, für Rapid kam er bis Saisonende zu drei Einsätzen in der Liga II. Nach der Saison 2020/21 verließ er Bukarest.
Nach erneut einem halben Jahr ohne Klub wechselte er im Januar 2022 zurück nach Österreich zum Regionalligisten 1. Wiener Neustädter SC. Für Wiener Neustadt kam er aber nie zum Einsatz. Zur Saison 2022/23 schloss er sich dem Ligakonkurrenten ASK-BSC Bruck/Leitha an. Auch für Bruck kam er aber nie zum Einsatz. Nach dem Rückzug des Vereins in der Winterpause verließ er den Klub.